# Aurora Australis (kniha)

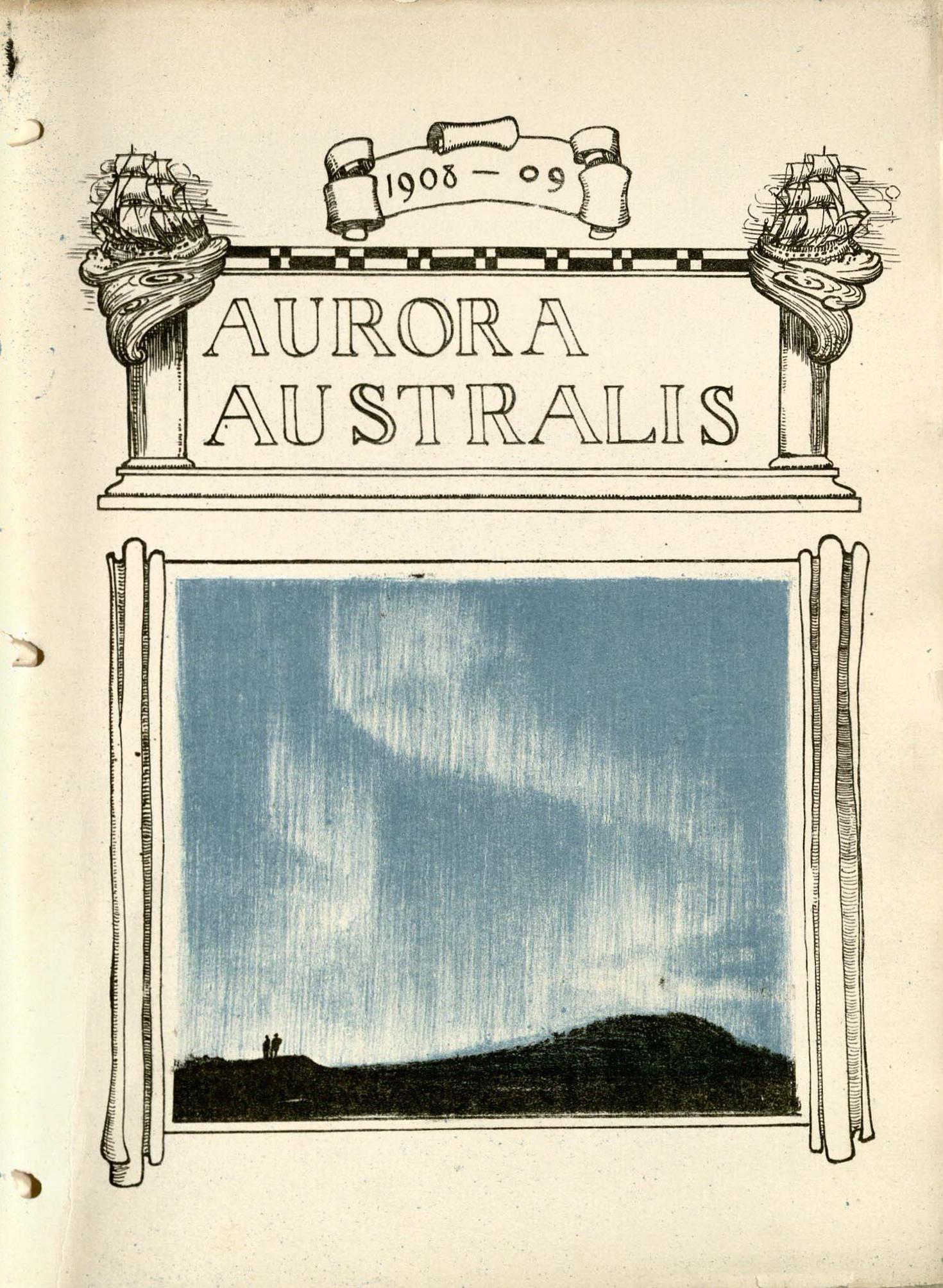
Aurora Australis

Aurora Australis je první kniha vydaná v Antarktidě.
Kniha má rozměry 271 × 210 × 35 mm a asi 120 stránek. Byla napsána během britské expedice do Antarktidy, kterou v letech 1908 - 1909 vedl Ernest Henry Shackleton. Na jejím vzniku se podíleli jednotliví členové výpravy. Redaktorem byl sám Ernest Shackleton, ilustrace (litografie a lepty) zajistil George Marston, tisk Ernest Joyce a Frank Wild a vazbu Bernard Day. Kniha obsahuje záznamy o průběhu expedice, poezii i vtipné eseje ze života polárníků, mimo jiné popisuje i obtíže při vydávání knihy.
Tvorba knihy byla součástí zábavy a kulturního vyžití účastníků expedice během přezimování na Rossově ostrově od května do července roku 1908. Myšlenka vydání knihy navazovala na deník The South Polar Times, vydávaný antarktickou expedicí Roberta Scotta v letech 1901 - 1904. Ernest Shackleton proto zahrnul do vybavení své výpravy i psací stroj a tiskařský lis od britské firmy Causton & Sons. Tento podnik věnoval expedici i kvalitní papír a jiné potřeby. Také vytvořil speciální razítko s tučňáky k označení knih (knihy byly tištěny „ve znamení tučňáků“). Pro budoucí tiskaře uspořádal několikatýdenní kurz tisku.
Vazač Bernard Day, mechanik výpravy, k vazbě použil laminované dřevěné desky z krabic od zásob, které spojoval koženým hřbetem. Části nápisů, označujících původní obsah krabic, jsou užívány jako identifikace kopií této vzácné knihy.
Jednotlivé exempláře nebyly číslovány, proto není jisté, kolik kopií bylo vytištěno. Předpokládá se, že bylo vydáno zhruba 100 kusů. Všechny knihy byly po návratu z Antarktidy rozdány mezi členy výpravy, jejich známé a mezi sponzory expedice. Pouze 25 - 30 kopií bylo svázáno. Obsah jednotlivých kopií se může trochu lišit.